# Harlow Town FC
Harlow Town FC (celým názvem: Harlow Town Football Club) je anglický fotbalový klub, který sídlí ve městě Harlow v nemetropolitním hrabství Essex. Založen byl v roce 1879. Od sezóny 2016/17 hraje v Isthmian League Premier Division (7. nejvyšší soutěž). Klubové barvy jsou červená a bílá.
Své domácí zápasy odehrává na stadionu The Harlow Arena s kapacitou 3 500 diváků.

## Získané trofeje
- Essex Senior Cup ( 1× )
  - 1978/79

## Úspěchy v domácích pohárech
Zdroj: 
- FA Cup
  - 4. kolo: 1979/80
- FA Amateur Cup
  - 2. kolo: 1972/73
- FA Trophy
  - 2. kolo: 1980/81, 1981/82, 1999/00, 2000/01, 2001/02, 2002/03
- FA Vase
  - 4. kolo: 1998/99

## Umístění v jednotlivých sezonách
Stručný přehled
Zdroj: 
- 1954–1956: London League (Premier Division)
- 1956–1961: London League
- 1961–1963: Delphian League
- 1963–1964: Athenian League (Division Two)
- 1964–1972: Athenian League (Division One)
- 1972–1973: Athenian League (Premier Division)
- 1973–1977: Isthmian League (Second Division)
- 1977–1979: Isthmian League (First Division)
- 1979–1982: Isthmian League (Premier Division)
- 1982–1983: Isthmian League (First Division)
- 1983–1985: Isthmian League (Premier Division)
- 1985–1986: Isthmian League (First Division)
- 1986–1989: Isthmian League (Second Division North)
- 1989–1991: Isthmian League (First Division)
- 1993–1998: Isthmian League (Third Division)
- 1998–1999: Isthmian League (Second Division)
- 1999–2002: Isthmian League (First Division)
- 2002–2004: Isthmian League (Division One North)
- 2004–2006: Southern Football League (Eastern Division)
- 2006–2007: Isthmian League (Division One North)
- 2007–2009: Isthmian League (Premier Division)
- 2009–2016: Isthmian League (Division One North)
- 2016–2019: Isthmian League (Premier Division)

Jednotlivé ročníky
Zdroj: 
Legenda: Z - zápasy, V - výhry, R - remízy, P - porážky, VG - vstřelené góly, OG - obdržené góly, +/- - rozdíl skóre, B - body, červené podbarvení - sestup, zelené podbarvení - postup, fialové podbarvení - reorganizace, změna skupiny či soutěže
| Sezóny  | Liga                                 | Úroveň | Z  | V  | R  | P  | VG  | OG  | +/- | B   | Pozice |
| ------- | ------------------------------------ | ------ | -- | -- | -- | -- | --- | --- | --- | --- | ------ |
| 2009/10 | Isthmian League (Division One North) | 8      | 42 | 6  | 7  | 29 | 46  | 98  | -52 | 15  | 22.    |
| 2010/11 | Isthmian League (Division One North) | 8      | 40 | 21 | 8  | 11 | 61  | 51  | +10 | 71  | 4.     |
| 2011/12 | Isthmian League (Division One North) | 8      | 42 | 21 | 8  | 13 | 70  | 49  | +21 | 71  | 7.     |
| 2012/13 | Isthmian League (Division One North) | 8      | 42 | 9  | 8  | 25 | 45  | 82  | -37 | 25  | 21.    |
| 2013/14 | Isthmian League (Division One North) | 8      | 46 | 27 | 10 | 9  | 105 | 59  | +46 | 91  | 4.     |
| 2014/15 | Isthmian League (Division One North) | 8      | 46 | 31 | 10 | 5  | 108 | 58  | +50 | 103 | 2.     |
| 2015/16 | Isthmian League (Division One North) | 8      | 46 | 29 | 9  | 8  | 92  | 47  | +45 | 96  | 3.     |
| 2016/17 | Isthmian League (Premier Division)   | 7      | 46 | 20 | 7  | 19 | 76  | 72  | +4  | 67  | 10.    |
| 2017/18 | Isthmian League (Premier Division)   | 7      | 46 | 13 | 8  | 25 | 55  | 88  | -33 | 47  | 21.    |
| 2018/19 | Isthmian League (Premier Division)   | 7      | 42 | 9  | 7  | 26 | 53  | 107 | -54 | 34  | 22.    |